# Roger Allers
Roger Barnaby Allers (29 de junio de 1949) es un animador, artista de guion gráfico, director de cine, guionista, y dramaturgo estadounidense. Es conocido por haber codirigido la película animada en 2D más taquillera de la historia del cine, El rey león, por haber escrito el guion de su adaptación de Broadway, El rey león y codirigido de Sony Pictures Animation Open Season.

## Primeros años
Allers nació en Rye, Nueva York pero fue criado en Scottsdale, Arizona. Cuando tenía cinco años de edad, vio Peter Pan, de Disney, y se convirtió en un fanático de la animación. Varios años más tarde, convencido de querer iniciar una carrera en Disney y trabajar junto al mismo Walt, viajó a Disneyland para adquirir un kit de animación de "hágalo usted mismo". Sin embargo, el fallecimiento de Walt Disney, ocurrido en 1966, cuando Allers estudiaba en la escuela secundaria, lo afectó en gran medida y lo convenció de que no lograría cumplir su sueño.
Pese a no haber tenido la chance de conocer a Walt, Allers continuó estudiando y obtuvo un título en Bellas Artes de la Universidad Estatal de Arizona. Más tarde, asistió a una clase en la Universidad de Harvard que le hizo darse cuenta de que seguía interesado en la animación. Luego de graduarse, pasó los dos años siguientes en Grecia;. allí, vivió durante un tiempo en una cueva y conoció a Leslee, con quien se casaría poco después.

## Carrera
De regreso en Estados Unidos, Allers aceptó un empleo en Lisberger Studios como animador, y trabajó en proyectos como Sesame Street, The Electric Company, Make a Wish y varios comerciales más.
En 1978, se mudó a Los Ángeles con Steven Lisberger para trabajar en un largometraje titulado Animalympics, donde colaboró con la historia, el diseño de los personajes y la animación. Tres años más tarde, Allers formó parte del equipo de guionistas de Tron; esta película fue el primer filme masivo en el que participó. Allers se mudó con su familia a Toronto, Canadá para trabajar como animador en una película llamada Rock & Rule, de Nelvana Studios. En una viaje breve a Los Ángeles, Allers se encargó del diseño de los personajes, la animación preliminar y el desarrollo de la historia de Little Nemo: Adventures in Slumberland, una película animada de animación japonesa. Durante los dos años siguientes, residió en Tokio para desempeñarse como director de animación y supervisar a los artistas japoneses.

### Walt Disney Company
En 1985, de regreso en Los Ángeles, Allers se enteró de que Disney estaba buscando un artista de guion gráfico para trabajar en Oliver & Company. Cuando solicitó el empleo, le requirieron que dibujase algunos personajes de muestra como prueba; fue contratado poco después. Desde ese momento, se desempeñó como artista de guion gráfico para las primeras películas del que sería conocido como renacimiento de Disney: La sirenita, The Rescuers Down Under, La bella y la bestia (como jefe de guionistas) y Aladdín (durante su reescritura). También participó en El príncipe y el mendigo.

#### El Rey Leon
En octubre de 1991, Allers fue contratado para codirigir El rey de la jungla junto con George Scribner. Allers invitó a Brenda Chapman, quien se convertiría en jefa de guionistas, a que se uniese al proyecto. Poco tiempo después, varios miembros del equipo, incluyendo a Allers, Scribner, Don Hahn, Chapman y el productor Chris Sanders hicieron un viaje de safari al Parque nacional Hell's Gate, en Kenia, para estudiar y apreciar el entorno para la película. Después de seis meses de trabajo, Scribner decidió abandonar el proyecto, tras discutir con Allers y los productores por su decisión de convertir la película en un musical, ya que la intención de Scribner era hacer una película de tipo documental, más centrada en la naturaleza. Luego de la partida de Scribner, Allers, Hahn, Sanders, Chapman y los directores de La bella y la bestia Kirk Wise y Gary Trousdale decidieron descartar la idea original y concibieron una nueva historia para la película en dos días, en febrero de 1992. En abril de 1992, Allers formó un equipo con Rob Minkoff, quien fue seleccionado como codirector, y el título de la película fue cambiado a El rey león.

#### Después de El rey león

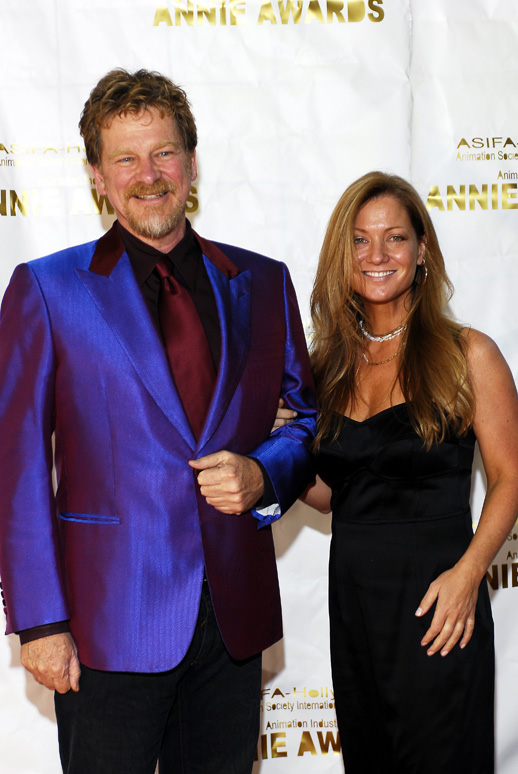
Allers acompañado de Jill Culton, durante la promoción de su película Open Season.

Luego del estreno de El rey león, Allers y el guionista Matthew Jacobs concibieron la idea de El reino del sol, y comenzaron a desarrollar el proyecto en 1994. Mientras tanto, Disney Theatrical Group había comenzado la producción de la producción musical de Broadway de El rey león, al igual que lo había hecho con La bella y la bestia. Aunque al principio era un poco escéptico, Allers se unió al equipo de producción de Broadway y escribió el libreto de la obra junto con Irene Mecchi, lo que les valió una nominación a los premios Tony por mejor guion de un musical. Después de casi cuatro años de formar parte del equipo de El reino de sol, Allers pidió abandonar el proyecto por diferencias creativas con el codirector Mark Dindal, por la mala recepción de las emisiones de prueba y por no haber logrado cumplir con las fechas deseadas para la promoción de la película. El proyecto finalmente se convertiría en The Emperor's New Groove. Poco tiempo después, Allers comenzó a trabajar en Lilo & Stitch como supervisor de guionistas adicional. En 2001, Hahn le propuso que dirigiese el cortometraje The Little Matchgirl; el proyecto estuvo en producción durante cuatro años y acompañó una edición especial platino de La sirenita en DVD.
Poco tiempo después, Allers le propuso a Michael Eisner, quien en ese momento tenía diferencias con Roy E. Disney, realizar una adaptación de la balada tradicional escocesa Tam Lin. Eisner, tras enterarse de que Disney apoyaba el proyecto, lo rechazó. En mayo de 2003, Allers y Brenda Chapman anunciaron que dirigirían Tam Lin para Sony Pictures Animation. Sin embargo, un año más tarde Allers fue contratado como director adicional para Open Season junto a la directora Jill Culton y al codirector Anthony Stacchi.
En enero de 2012, se anunció que Allers supervisaría la estructura narrativa y la producción de la adaptación animada de The Prophet. En mayo de 2014, se presentó una versión en progreso de The Prophet en el Festival de cine de Cannes, y la película tuvo un estreno limitado en agosto de 2015.

## Vida personal
Allers se encuentra casado con Leslee Hackenson Allers. Con quien reside en Venice, California y tienen un hijo y una hija, llamados Leah, y Aidan.

## Filmografía
| Proyecto                 | Año  | Trabajo                                           | Notas                    |
| ------------------------ | ---- | ------------------------------------------------- | ------------------------ |
| Animalympics             | 1980 | Coguionista y creador, director de arte, animador | Película para televisión |
| Tron                     | 1982 | Conceptos de preproducción                        |                          |
| Rock & Rule              | 1983 | Animador                                          |                          |
| The Brave Little Toaster | 1987 | Artista de guion gráfico                          |                          |
| Oliver & Company         | 1988 | Artista de guion gráfico                          |                          |
| La sirenita              | 1989 | Supervisor de guionistas                          |                          |
| The Rescuers Down Under  | 1990 | Artista de guion gráfico                          |                          |
| El príncipe y el mendigo | 1990 | Artista de guion gráfico                          |                          |
| La bella y la bestia     | 1991 | Jefe de guionistas                                |                          |
| Aladdín                  | 1992 | Historia                                          |                          |
| El rey león              | 1994 | Director                                          | Dirigida con Rob Minkoff |
| The Emperor's New Groove | 2000 | Historia original: El reino del sol               |                          |
| Lilo & Stitch            | 2002 | Supervisor de guionistas adicional                |                          |
| The Sweatbox             | 2002 | Actúa como sí mismo                               | Documental               |
| Return to Never Land     | 2002 | Artista de guion gráfico                          |                          |
| The Lion King 1½         | 2004 | Material adicional del guion                      |                          |
| The Little Matchgirl     | 2006 | Director, adaptación de la historia               |                          |
| Open Season              | 2006 | Director                                          | Dirigida con Jill Culton |
| Surf's Up                | 2007 | Agradecimiento especial                           |                          |
| Waking Sleeping Beauty   | 2010 | Actúa como sí mismo, caricaturista                |                          |
| The Prophet              | 2014 | Director                                          |                          |

## Premios y nominaciones
Premios Óscar
| Año  | Categoría                  | Película             | Resultado |
| ---- | -------------------------- | -------------------- | --------- |
| 2007 | Mejor cortometraje animado | The Little Matchgirl | Nominado  |